# La Route (film, 2009)
Pour les articles homonymes, voir La Route.
Pour plus de détails, voir Fiche technique et Distribution.
La Route (The Road) est un film dramatique d'anticipation post-apocalyptique américain réalisé par John Hillcoat, sorti en 2009. Il est tiré du roman du même nom écrit par Cormac McCarthy.

## Synopsis
L'histoire prend place dans un décor post-apocalyptique, plus particulièrement dans une forêt aux arbres calcinés, au sol recouvert de cendres et surtout sans aucune faune. Les premiers personnages qui apparaissent dans ce décor désolé sont un homme (interprété par Viggo Mortensen) et son jeune fils (Kodi Smit), poussant un chariot de supermarché avec à l'intérieur ce qui semble être leurs effets personnels. L'homme commence alors un monologue : 

« Les horloges se sont arrêtées à 1h17 ; il y a eu comme un éclair suivi de plusieurs secousses. On doit être en octobre, mais je n’en suis pas sûr après toutes ces années. Chaque jour est plus gris que le précédent. Il fait froid, de plus en plus froid, alors que le monde se meurt. Aucun animal n’a survécu et il n’y a plus de récoltes. Bientôt tous les arbres tomberont. Les routes voient des gens tirant des chariots et des bandes armées en quête de carburant et de nourriture. En une année, il y a eu des feux sur les crêtes et des chants étranges. Il y a eu le cannibalisme. C’est la plus grande des peurs. La nourriture est mon souci premier. Toujours. La nourriture, le froid et les chaussures. Je lui raconte parfois des histoires de courage et de justice, bien que je m’en souvienne mal. Cet enfant m’assure de mon existence. Et s’il n’est pas la parole de Dieu, c’est qu’Il n’a jamais parlé. »

— Extrait.
Un flash-back nous renvoie quelques années en arrière, juste quelques mois après le début de l'apocalypse. La femme de l'homme, alors enceinte, perd les eaux et fait part à celui-ci de son inquiétude concernant la mise au monde de son enfant dans ce contexte. Elle finit par accoucher. Lorsque l’homme tire sur un intrus en utilisant l’une des trois balles qu’ils ont économisées pour leur famille en dernier recours, elle l’accuse de gaspiller délibérément la balle pour empêcher son suicide. Enlevant son manteau et son chapeau, elle marche dans les bois et disparaît.
De retour dans le présent, nous voyons l'homme et l'enfant se cacher à l'apparition d'un gang de cannibales. L'homme finit par en abattre un afin de sauver son fils, ne lui laissant qu'une seule balle dans son pistolet.
L’homme et l’enfant continuent leur route et finissent par tomber sur un manoir, a priori déserté. En explorant les lieux, ils découvrent une trappe dans un plancher et décident d’y descendre. Ils découvrent alors avec horreur que des gens affamés y sont gardés prisonniers afin d’être utilisés comme nourriture par des cannibales. L’homme fait immédiatement demi-tour, enfermant les prisonniers qui le supplient pourtant de les aider. Avec son fils, ils aperçoivent par une fenêtre les cannibales de retour et décident de se cacher dans une salle de bains, où des restes humains ont été laissés. Pendant que les propriétaires des lieux s’installent dans la pièce à vivre, l’homme essaie d’observer discrètement ces derniers. Lorsqu’il comprend qu’une des cannibales se dirige vers la pièce où ils se cachent, l’homme se prépare au pire et pointe son arme à feu sur son fils, voulant lui épargner une mort atroce. Alors qu’il s’apprête à tirer, les prisonniers tentent de forcer la trappe dans laquelle ils sont piégés, provoquant du bruit et alertant les cannibales. L’homme profite de cette opportunité pour s’échapper du manoir avec son fils.
Plus tard, l’homme et le garçon découvrent un abri souterrain rempli de conserves de nourriture et de pièces aménagées. Ils en profitent pour se laver, se brosser les dents et manger, retrouvant ainsi brièvement un peu de confort oublié. Quand ils entendent des bruits à la surface, dont un chien, il décide qu’il est trop dangereux de rester. Ils repartent donc sur la route. 
Ils finissent par tomber sur un vieil homme presque aveugle, et le fils persuade son père de partager la nourriture avec lui. Ils partagent un repas ensemble autour d’un feu. 
Arrivés sur la côte, l’homme laisse le garçon surveiller leurs possessions pendant qu’il nage pour récupérer un lance-fusée et des munitions sur un navire échoué. Le garçon s’endort et découvre à son réveil que leurs fournitures ont été volées. L’homme poursuit le voleur et finit par le rattraper. Pour se venger, il lui prend tout, même ses vêtements, le laissant nu et humilié. L’enfant insiste pour que son père ne se comporte pas de façon aussi inhumaine et ce dernier finit par laisser des vêtements et une boîte de nourriture pour le voleur.
Alors qu’ils traversent une ville en ruine, l’homme est touché à la jambe par une flèche. Il tue son agresseur avec un pistolet de détresse récupéré sur le navire et trouve la compagne de l’archer dans la même pièce. L’homme pense que l’archer et la femme les suivaient, mais elle lui annonce que c’était l’inverse. Il la laisse pleurer sur le corps de son compagnon.
Affaiblis, l’homme et le garçon abandonnent leur chariot et la plupart de leurs biens. L’état de l’homme se détériore et il finit par s’allonger sur la plage. Se sentant mourir, il s’excuse auprès de son fils, qui ne peut s’empêcher de pleurer. La nuit passe et le lendemain matin, l’enfant se réveille aux côtés de son père mort.
Dorénavant orphelin, le garçon survit seul. Il finit par être approché par un homme qui, avec sa femme, leurs deux enfants et leur chien, le convainc qu’il ne lui veut aucun mal, et lui propose de le prendre sous sa protection. La femme explique qu’ils ont suivi le garçon et son père. Le garçon les rejoint et continue la route avec eux. La fin reste ouverte et on ne sait pas si le couple est bien intentionné ou s'ils ont menti à l’enfant.

## Fiche technique
- Titre français : La Route
- Titre original : The Road
- Réalisation : John Hillcoat
- Scénario : Joe Penhall, d'après le roman La Route de Cormac McCarthy
- Musique : Nick Cave et Warren Ellis
- Décors : Chris Kennedy
- Costumes : Margot Wilson
- Photographie : Javier Aguirresarobe
- Montage : Jon Gregory (en)
- Production : Paula Mae Schwartz, Steve Schwartz et Nick Wechsler
- Société de production : 2929 Productions
- Société de distribution : Dimension Films ( États-Unis), Metropolitan Filmexport (France)
- Budget : 25 000 000 de dollars[2]
- Pays de production :  États-Unis
- Langue originale : anglais
- Format : couleur - 35 mm - 2.35:1
- Genre : drame, Anticipation, post-apocalyptique
- Durée : 119 minutes
- Dates de sortie :
  - États-Unis : 25 novembre 2009
  - Canada : 27 novembre 2009
  - France, Suisse romande : 2 décembre 2009
  - Belgique : 27 janvier 2010
- Public : interdit aux moins de 12 ans[Où ?]

## Distribution
Légende : VF = Version Française[réf. nécessaire] et VQ = Version Québécoise
- Viggo Mortensen (VF : Bernard Gabay ; VQ : Pierre Auger) : l'homme
- Kodi Smit-McPhee (VF : Valentin Maupin ; VQ : Samuel Jacques) : le garçon
- Charlize Theron (VF : Rafaèle Moutier ; VQ : Camille Cyr-Desmarais) : la femme
- Garret Dillahunt (VF : Vincent Ropion) : Kirk, le membre d'un gang
- Robert Duvall (VF : Michel Bedetti ; VQ : Hubert Fielden) : Élie, le vieil homme
- Guy Pearce (VF : Paul Borne ; VQ : Frédéric Paquet) : le vétéran
- Molly Parker (VF : Déborah Perret) : la femme du vétéran
- Michael K. Williams : le voleur

## Production

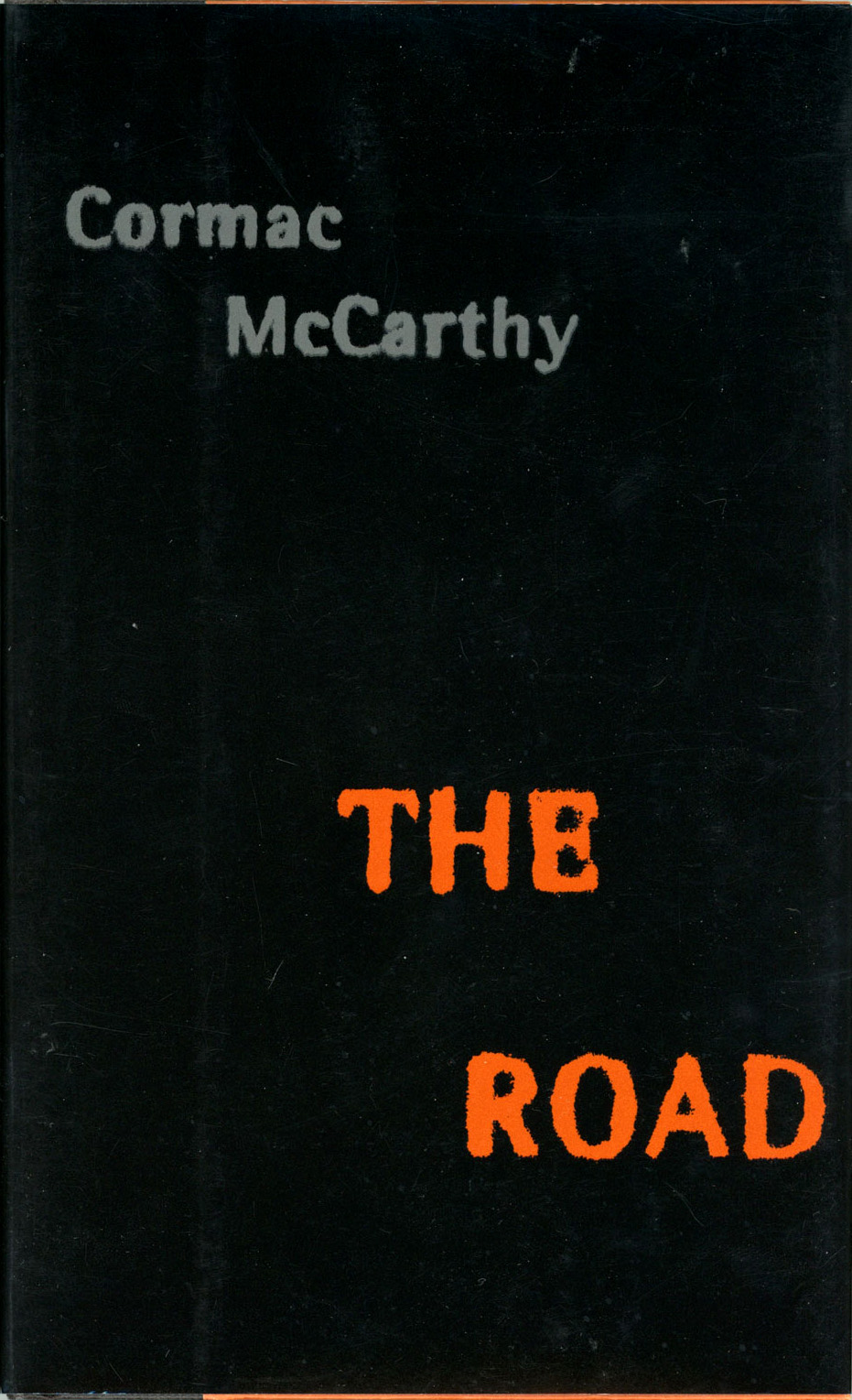
"La Route" de Cormac McCarthy

Il s'agit de la troisième adaptation au cinéma d'une œuvre de Cormac McCarthy, après De si jolis chevaux de Billy Bob Thornton et No Country for Old Men des frères Coen. Les personnages du film n'ont pas de nom, sauf Élie le vieil homme. Le réalisateur John Hillcoat et le scénariste Joe Penhall ont commencé l'adaptation du livre en 2007. Le roman est dépouillé dans sa narration, le film le sera dans sa mise en scène[réf. souhaitée]. Un film d’une tristesse infinie avec peu de dialogues et dont les thèmes principaux sont l’instinct de survie, la relation père-fils et enfin un peu de la violence et de l'horreur très présentes dans le livre de Cormac McCarthy[réf. souhaitée].

### Tournage
Le tournage du film s'est principalement fait en Pennsylvanie, autour du lac Erié et dans les zones minières, en Louisiane dans les régions frappées par l'ouragan Katrina, en Oregon et sur le Mont Saint Helens.

### Critique
La Route est présenté en première mondiale et en compétition le 3 septembre 2009 à la 66e Mostra de Venise, puis aux festivals de Telluride (Colorado), de Toronto, Sitges et Londres.

### Box-office
| Pays ou région    | Box-office      | Date d'arrêt du box-office | Nombre de semaines |
| ----------------- | --------------- | -------------------------- | ------------------ |
| États-Unis Canada | 8 117 000 $     | 18 mars 2010               | 16                 |
| France            | 503 083 entrées |                            |                    |
| Mondial           | 27 635 305 $    | -                          | -                  |

## Distinctions

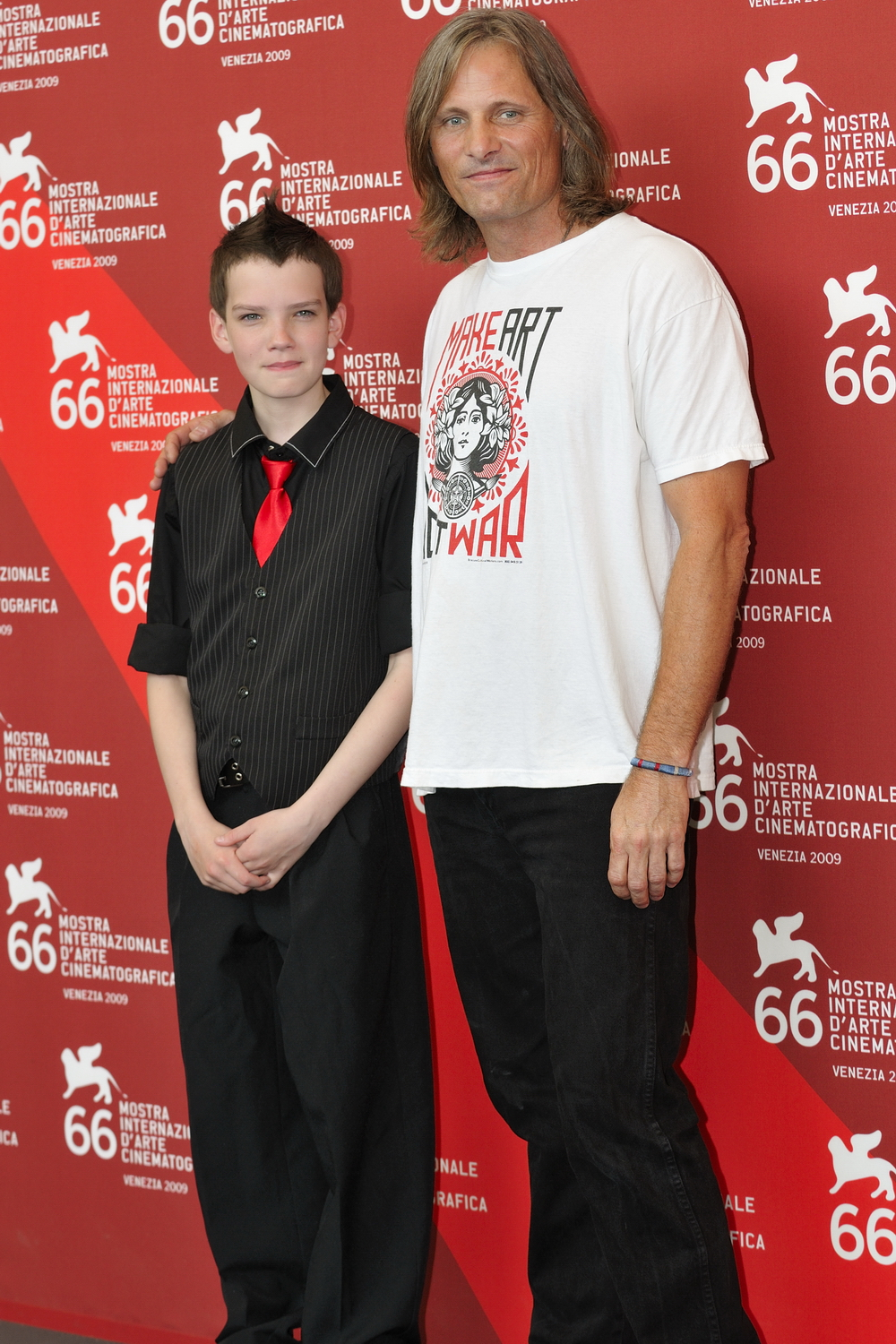
Les acteurs Kodi Smit-McPhee et Viggo Mortensen, à la première du film à la Mostra de Venise 2009

### Récompenses
- 2009 : San Diego Film Critics Society Award de la meilleure photographie (Javier Aguirresarobe)
- 2009 : Utah Film Critics Association Award du meilleur acteur (Viggo Mortensen)
- 2010 : Vits Award de la meilleure photographie (Javier Aguirresarobe)

### Nominations
- 2009 : Houston Film Critics Society Award du meilleur acteur (Viggo Mortensen)
- 2009 : San Diego Film Critics Society Award du meilleur acteur (Viggo Mortensen)
- 2009 : Satellite Award de la meilleure direction artistique (Chris Kennedy)
- 2009 : Toronto Film Critics Association Award du meilleur acteur (Viggo Mortensen)
- 2009 : Lion d'or (John Hillcoat)
- 2010 : British Academy Film Award de la meilleure photographie (Javier Aguirresarobe)
- 2010 : Critics' Choice Movie Award du meilleur acteur (Viggo Mortensen)
- 2010 : Critics' Choice Movie Award du meilleur jeune acteur (Kodi Smit-McPhee)
- 2010 : Critics' Choice Movie Award du meilleur maquillage
- 2010 : Washington D.C. Area Film Critics Association Award du meilleur acteur (Viggo Mortensen)
- 2010 : Washington D.C. Area Film Critics Association Award du meilleur scénario adapté (Joe Penhall)